# Amybeth McNulty
Amybeth McNulty (ur. 7 listopada 2001 w Letterkenny) – irlandzko-kanadyjska aktorka, która zagrała m.in. Anię Shirley w serialu Moiry Walley-Beckett Ania, nie Anna (ang. Anne with an E), opartym na serii książek Ania z Zielonego Wzgórza Lucy Maud Montgomery.

## Życiorys
Jej ojciec jest Irlandczykiem, matka – Kanadyjką. Aby dostać rolę w Ania, nie Anna, McNulty musiała pokonać na castingu 1889 dziewcząt. Aktorka farbuje włosy na potrzeby roli rudowłosej Ani – jej naturalny kolor włosów to blond.

## Filmografia

### Film
| Rok  | Tytuł               | Rola             | Uwagi |
| ---- | ------------------- | ---------------- | ----- |
| 2014 | A Risky Undertaking | Ariadne Pleasant |       |
| 2016 | Morgan              | 10-letnia Morgan |       |
| 2021 | Maternal            | Charlie McLeod   |       |
| 2021 | Black Medicine      | Áine             |       |
| 2021 | All My Puny Sorrows | Nora Von Riesen  |       |

### Telewizja
| Rok     | Tytuł                 | Rola         | Uwagi       |
| ------- | --------------------- | ------------ | ----------- |
| 2014    | Agatha Raisin         | Młoda Agatha | 1 odcinek   |
| 2015    | Clean Break           | Jenny Rane   | 4 odcinki   |
| 2015    | The Sparticle Mystery | Sputnik      | 2 odcinki   |
| 2017–19 | Ania, nie Anna        | Ania Shirley | Główna rola |
| 2022    | Stranger Things       | Vickie       | Seria 4     |

## Nagrody i nominacje
| Rok  | Za             | Nagroda                  | Kategoria                        | Wynik     |
| ---- | -------------- | ------------------------ | -------------------------------- | --------- |
| 2018 | Ania, nie Anna | Canadian Screen Awards   | Best Lead Actress Drama Series   | Nominacja |
| 2019 | Ania, nie Anna | Canadian Academy         | Best Lead Actress Drama Series   | Wygrana   |
| 2019 | Ania, nie Anna | ACTRA Awardas in Toronto | Outstanding Performance – Female | Wygrana   |
| 2019 | Ania, nie Anna | Canadian Screen Awards   | Best Lead Actress Drama Series   | Wygrana   |